# Las Cabezas de San Juan
Las Cabezas de San Juan – gmina w Hiszpanii, w prowincji Sewilla, w Andaluzji, o powierzchni 229,7 km². W 2011 roku gmina liczyła 16 562 mieszkańców.
Położone jest na wysokości 76 metrów i 45 kilometrów od stolicy prowincji Sewilli.